# Grandia
Grandia (グランディア?, Gurandia) è un videogioco di ruolo creato nel 1997 dalla software house Game Arts per Sega Saturn, e uscito successivamente anche per PlayStation. Racconta la storia di Justin, un ragazzo di 14 anni che sogna di diventare un avventuriero come suo padre, che gli ha lasciato in eredità una pietra proveniente da una civiltà estinta tecnologicamente avanzata, nella cui ricerca scomparve misteriosamente.
Dal 10 novembre 2010 è possibile scaricare Grandia su PlayStation 3 e PlayStation Portable tramite PlayStation Network.

## Trama
Grandia è ambientato in un mondo in cui le società prosperano sotto un'era di crescente sviluppo tecnologico seguita al collasso della civiltà di Angelou occorso secoli prima.
Il gioco comincia con il Generale Baal che dà ordini al colonnello Mullen, suo figlio, e all'aiutante di campo di questi, il tenente Leen, a proposito degli imminenti completamenti degli scavi alle rovine di Sult, nel continente di Messina, dove si pensa che giacciono i tesori dell'antico popolo.
Nel frattempo, nella città portuale di Parm, situata nei pressi del sito di scavo, Justin sta trascorrendo uno dei suoi innumerevoli pomeriggi a giocare a fare l'avventuriero assieme alla sua amica Sue e altri ragazzi. In quel pomeriggio uno di essi, Gantz, lo mette alla prova con una finta caccia al tesoro che consiste nel ritrovare, sparsi per la città, quelli che corrisponderebbero a un elmo, uno scudo e una spada vera: una pentola, un coperchio di essa e una spada di legno, oltre a un grembiule, già rinvenuto da Sue, che corrisponderebbe invece a un'armatura. Egli aspira a diventare un avventuriero, come i suoi antenati, ma molte persone considerano la sua ambizione sciocca e ingenua, così come generalmente si crede che sia stata scoperta la “Fine del Mondo” (sotto forma di un insormontabile muro di pietra) su un nuovo continente, Elencia, e perciò tale ruolo è diventato obsoleto.
Quello stesso giorno, tornato a casa, Justin viene a sapere da Lilly (sua madre), durante la consueta ora di cena assieme a Sue, che il curatore del Museo Baal, venuto a pranzo al ristorante sottocasa da lei gestito, ha qualcosa in serbo per lui l'indomani: si tratta di una Pietra dello Spirito, la stessa appartenuta a suo padre, che era anch'egli un avventuriero. Dopodiché il curatore consegna un'autorizzazione a Justin e Sue con la quale visitare gli scavi assieme alle Forze Garlyle.
Dopo aver appena provocato un incidente ad un reperto del Museo, Justin si dirige in zona assieme a Sue ad indagare. Sfuggendo ai soldati di Garlyle dopo che le tre sergenti Saki, Nana e Mio gli avevano strappato l'autorizzazione, da loro non ritenuta sufficientemente valida, Justin, infiltrandosi più in profondità nelle rovine, scopre che la Pietra dello Spirito può far muovere antichi meccanismi e trova un dispositivo olografico che visualizza l'immagine di una donna di nome Liete, che gli dice che la sua pietra racchiude grandi poteri, e che dovrà viaggiare verso est alla ricerca di Alent, l'antica città della conoscenza, per apprenderne il suo vero potenziale. Usciti dalla stanza dove c'era l'ologramma di Liete, vengono scoperti da Leen e Mullen, che proverà subito a interrogarli, ma riusciranno a fuggire. All'esterno, si scontreranno con un uccello di roccia, che era stato rianimato dallo stesso Mullen.
Per raggiungere Alent, Justin e Sue dovranno ottenere il biglietto per il battello per andare nel nuovo continente. Justin chiede alla madre un modo per andarci, e gli dice di andare semplicemente al porto per saperlo. Vanno in giro a chiedere informazioni, e vengono a sapere a proposito di Java, un grande avventuriero, uno dei migliori sul continente di Messina, che potrebbe procurargli il biglietto, e che frequenta un bar del nord della città, di cui però la proprietaria, la signora Kirlian, ha perso la chiave. Dopo essere riusciti a riportargliela e atteso la sera per l'apertura, quest'ultima chiede a Justin di riportare a Java il portafogli perso. Justin e Sue raggiungono le miniere di Leck in treno il mattino dopo e superano la prova di Java. Tornato a casa, Justin dirà però a Sue che non dovrà seguirlo anche nella sua avventura, e perciò quest'ultima non recepisce positivamente le sue parole, rattristandosi e prendendosela con lui. La notte immediatamente successiva all'ultima commossa cena con sua madre, esce furtivamente da casa sua recandosi al porto il mattino presto per prendere la nave che lo porterà entro un mese al Nuovo Mondo, dopo essersi promesso di diventare un grande avventuriero come suo padre.
A bordo della nave, Justin scopre che Sue si è imbarcata clandestinamente. Come conseguenza, entrambi saranno puniti venendo reclutati come mozzi di bordo, con l'incarico di lucidare il ponte della nave tutti i giorni fino all'approdo sul nuovo continente. Tale routine viene alleggerita un mattino dall'arrivo di un ospite a bordo: si tratta di Feena, una ragazza avventuriera, la più celebre del nuovo continente, che si unirà ai due al salvataggio del battello da una nave stregata comparsa nella nebbia. Con questa impresa Justin e Sue provano così a Feena le loro capacità.
Finalmente sbarcati a New Parm, Justin e Sue scoprono che la Società degli Avventurieri, ridotta ad una mera compagnia turistica di cui Feena non è altro che una testimonial, è ora guidata da un ripugnante personaggio, Pakon, figlio del signor Gauss, il precedente presidente a cui Justin avrebbe dovuto consegnare una lettera di raccomandazione da parte di sua madre, risultando però deceduto, e che è intenzionato a costringere Feena a sposarlo; Justin e Sue vanno fuori città a casa di Feena per convincerla ad unirsi alla loro avventura, ma fuori ella viene rapita da Pakon. Justin e Sue accorrono alla chiesa di New Parm e salvano dal matrimonio forzato Feena, che lascia l'associazione, e comincia l'avventura assieme a Justin e Sue.
Recatisi insieme alle Rovine di Dom nella speranza di incontrare di nuovo Liete, quest'ultima dice loro che Alent si trova più a fondo del nuovo mondo, dietro la Fine del Mondo. Al ritorno salvano un bambino umanoide ferito, Rem, e lo portano a casa di Feena, ma un'unità delle Forze Garlyle guidate da Saki, Nana e Mio, li intercetta; Justin, Feena e Sue, rientrati a casa con l'erba medicinale per curarlo, escono tutti e quattro il mattino dopo, e vengono catturati, perché gli umanoidi sono classificati top-secret secondo i piani delle Forze Garlyle, che interrogano Justin sulla sua abilità di manipolare gli antichi macchinari all'interno delle rovine. 
Justin e Sue mettono in atto il loro primo tentativo di fuga facendo fingere a quest'ultima un malore. Stordita una guardia, i due corrono a cercare la chiave per liberare Feena, ma dopo aver stordito un'altra guardia nella sua stanza e requisita la chiave, escono e vengono circondati da un gruppo di soldati. Justin ora si trova di nuovo nella stessa cella, stavolta da solo e legato ad una corda dal soffitto. Arriva Leen, che gli dirà che conosce troppi segreti sulla civiltà di Angelou, che non sono ancora state emesse sentenze di esecuzione nei confronti di lui e delle sue amiche, cosa che sarebbe avvenuta entro la settimana, e che dovrà requisire un treno militare, unico mezzo per evadere, dopodiché le cade la chiave della cella e Justin, riuscito a liberarsi, va a liberare Sue e Feena, e la fuga ha inizio.
Fuggiti sul treno contrastando i tentativi delle tre sergenti di ricatturarli, i tre arrivano a Luc, il villaggio dell'umanoide, circondato dalla nebbia e situato ai piedi della Fine del Mondo, dove però, andati dal capo del villaggio, per essere accettati dovranno ottenere la benedizione del Dio della luce, che vive in cima a una montagna dietro il villaggio, dal cui idolo dovranno prendere una bottiglia di nettare e poi fare ritorno e berla davanti a lui. Il capo del villaggio sconsiglia al gruppo di intraprendere i propri propositi, facendosi raccontare la leggenda degli Icariani e dell’innalzamento della Fine del mondo. Il villaggio viene però attaccato nella notte dalle Forze Garlyle, che vogliono rubare il Dio della Luce, che si rivelerà essere un frammento di Pietra dello Spirito. Mentre il gruppo di Justin difende gli abitanti del villaggio e la pietra facendosi strada per il monte su cui è situata, arrivati in cima Sue e Justin scoprono con gran sorpresa alla fine, dallo sgomento di Feena rivoltole per il suo coinvolgimento, che Leen è sua sorella, e Justin sventa il tentativo di Leen di rubare l'enorme frammento di pietra dello spirito.
Una volta superato la Foresta Nebbiosa, i tre procedono così alla scalata del gigantesco muro di pietra, accampandosi ogni volta prima di raggiungere la vetta e avere così accesso al rimanente territorio del continente. Giunti in cima, Sue, Justin e Feena vengono catturati da strani macchinari volanti, e cadono dalla Fine del Mondo. Facendosi strada per la foresta sottostante, incontrano Gadwin, un cavaliere veterano che vede del potenziale in Justin e vanno al suo villaggio, Dight. Dopo aver salvato il villaggio da una terribile minaccia sotto forma di una pioggia rossa tossica, il gruppo si reca ad un altro villaggio, Gumbo, dove cercano un barcaiolo che li guidi alle vicine Torri Gemelle per trovare nuove risposte su Alent ricontattando Liete, ma senza successo. Il villaggio, nel quale è in corso il festival annuale, accoglie Justin e Feena scambiandoli per una coppia. Tale coppia, secondo la tradizione, dovrà essere sacrificata al drago che vive nel vulcano per mantenerne la temperatura, e Justin e Feena vengono lanciati in esso con una catapulta. Justin decide di sconfiggere il drago, e giungono anche Sue e Gadwin ad aiutarlo. Sconfitto il drago, il vulcano comincia ad eruttare e corrono via al villaggio di Gumbo.
Finalmente ottenuto un passaggio in barca da Danda, dapprima non concesso poiché aveva una relazione con Naina non rivelata per evitare il sacrificio ma ora approvata dal capovillaggio, il gruppo giunge alle Torri Gemelle, ma le Forze Garlyle, per via della loro abituale copertura aerea oltre la Fine del Mondo, si trovano anche lì. All'interno vengono scoperti da Mullen e Leen, che sequestra la pietra a Justin, e un teletrasporto situato nella stanza dove si trovavano si attiva, disperdendoli; ora, Justin assieme a Leen, e Feena assieme a Mullen (che attraverso i murali le racconta la storia della civiltà di Angelou) dovranno evadere dalle profondità della torre. All'uscita Leen compie un gesto di gentilezza verso Justin restituendogli la pietra, facendo come se tutto non fosse mai accaduto.
Tornati a Dight, Sue cade improvvisamente a terra ammalata, e viene portata alla clinica della Dottoressa Alma, amica d'infanzia di Gadwin. Temendo per la sua sicurezza, Justin ottiene la sfera di teletrasporto che doveva essere usata per raggiungere direttamente Alent e prima di procedere con Gadwin e Feena la fa usare a Sue per ritornare a Parm, non prima che ella si sarebbe fatta promettere a Feena, tra le lacrime, di completare l'avventura e rivedersi un giorno insieme con lei e Justin. Justin poi sconfigge finalmente in duello Gadwin, che farà ottenere a lui e Feena la sua barca, prima di lasciare il gruppo.
A bordo, durante la limpida sera, Justin e Feena iniziano l'un l'altro ad esprimere i loro sentimenti, fino a quando si imbattono in alcune sirene, che chiedono l'aiuto di Justin, ma si scoprirà ben presto essere una trappola. Sbarcati sull'est di Elencia, i due incontrano Rapp di Cafu, che chiede loro aiuto per distruggere una torre nei pressi che emana un'energia oscura e ha pietrificato il villaggio dove prima risiedevano. Trovata la torre, che si scoprirà controllata dalle Forze Garlyle, il gruppo incontra nel cortile principale Milda del villaggio di Laine, che si unisce a loro nella distruzione della sorgente di corruzione, una creatura simile a una pianta conosciuta come "Gaia" nutrita dai ricercatori delle Forze Garlyle sotto gli ordini del Generale Baal. Dopo averla distrutta e preso un campione dei suoi semi, Justin viene confrontato da Leen a Cafu che glielo ruba, ma non prima che quest'ultima riveli la sua identità di Icariana (una razza di potenti stregoni che vissero durante l'era di Angelou). In conseguenza dell'attacco notturno delle Forze Garlyle a Cafu, il capovillaggio chiude le porte a Justin e i suoi amici.
Ancora desideroso di raggiungere Alent, il gruppo di Justin viaggia attraverso il Deserto di Zil e oltrepassa le montagne fino a Laine, il paese natale di Milda, dove nella vecchia Laine è accaduta la stessa tragedia di Cafu. Per sapere come raggiungere Alent, dovranno chiedere ai tre saggi di Laine: Darlin (marito di Milda), Derlin e Dorlin. Però quest'ultimo ha perso le sue corna, e con esse anche la memoria, nella vecchia Laine, e il gruppo dovrà ritrovargliele. Il centro della vecchia Laine è un nido di Gaia, e il gruppo è preoccupato per la sua ricomparsa. Dopodiché Milda lascia il gruppo e rimane a Laine.
Procedendo con la ricerca di Alent, il gruppo ritrova Guido, un Mogay (una specie dall'aspetto di conigli) mercante già incontrato a Dight, che li porta alla sua città, Zil Padon, di cui è a capo a dispetto dell'apparenza di età, permettendo loro l'accesso alle Rovine sotterranee. Qui, ottenuto l'artefatto necessario per entrare ad Alent (la Medaglia della Conoscenza), il gruppo viene di nuovo imboscato da alcune truppe di Garlyle guidate da Mullen, di cui il Generale Baal improvvisamente ne farà tutte strage sfruttando i poteri di Leen, e Feena scopre dei poteri magici innati che manifesta sotto forma di ali quando è in pericolo, e viene immediatamente catturata e portata, senza sensi, sulla sua nave ammiraglia, il Grandeur.
Baal le rivela che intende far rivivere Gaia, completamente potenziato, usando la pietra per conquistare il mondo e ricrearlo a sua stessa immagine, e che Feena dovrà essere sacrificata a Gaia. Justin, Rapp, e Guido riescono ad abbordarsi sul Grandeur e lottano contro Saki, Nana e Mio al completo e le truppe Garlyle prima di fronteggiare Baal. Per via del meccanismo di autodistruzione attivatosi per errore, la nave comincia a precipitare, e Guido e Rapp finiscono col separarsi da Justin, lasciandolo a combattere Baal da solo. Il generale costringe Justin a lasciargli la Pietra dello Spirito minacciando Feena, ma Baal la tiene comunque in ostaggio dopo essersela fatta consegnare facendo poi cadere Justin dalla nave azionando una botola. Questi però si aggrappa fortunosamente, ed è perciò costretto a combatterlo, ma apprende dopo lo scontro che si è fuso con Gaia. Egli getta via Justin dalla nave in fiamme e prende la sua Pietra dello Spirito, ma Feena si libera e si precipita ad afferrare Justin. Il Grandeur si disintegra in aria, apparentemente assieme a Baal e alla Pietra dello Spirito. Feena usa i suoi poteri appena scoperti di Icariana per salvare Justin dalla caduta. Feena dormirà per tre giorni, prima che il gruppo possa proseguire.
Dopo essersi riunito, Justin, Feena, Rapp e Guido raggiungono finalmente Alent (Guido lascerà il gruppo appena raggiunta l'entrata) per mezzo di un ascensore magico; Alent, difatti, si trova in orbita. Qui Justin incontra Liete in persona, che gli rivela che la sua pietra è davvero un antico artefatto forgiato dagli Icariani, ed era un dono per gli umani che vivevano al tempo in cui la usavano per portare prosperità, ma quando vennero corrotti da desideri oscuri, diedero invece alla luce Gaia, che quasi distrusse il mondo. Gli Icariani sacrificarono sé stessi per salvare il pianeta e l'umanità, e attuarono un incantesimo secondo cui due della loro specie sarebbero dovuti nascere nel mondo quando Gaia sarebbe risorto, destinati a sacrificarsi per salvare il mondo ad ogni sua rinascita, per un ciclo infinito. Inoltre Liete rivela che è solo una delle tante Liete susseguitesi prima di lei a custodire l'antica Alent per ogni epoca, e indica delle tavole di pietra che esse hanno lasciato a loro testimonianza, a seconda del colore, rossa o blu (molte sono di questo colore, per ogni nascita di Gaia), se ha avuto o meno una vita felice. Le Liete che Justin aveva fino ad allora incontrato erano diverse immagini di sé stessa per tenerle compagnia ad Alent poiché non avevano personalità. Capendo che Feena e Leen sono l'attuale rinascita degli Icariani, Justin parte per salvarle da Baal fusosi con Gaia, che pianifica di usare quest'ultimo oltre alla Pietra dello Spirito per distruggere il mondo e inizia a devastare la regione circostante. Justin esorta Liete, che accetta, a provare a cambiare il suo destino unendosi al suo gruppo.
Ora però Baal sta affrontando un ammutinamento alla Base J tra le sue truppe, compreso suo figlio Mullen, che ne é a capo, ed il gruppo di Justin è quindi suo alleato. Con Gaia che prova all'intero esercito Garlyle di essere ben più di una sfida, Leen accetta il suo destino.
Sebbene Mullen supplichi Feena di finire Gaia, Justin sa che ciò continuerà a perpetuare la catena della storia: usando i poteri degli Icariani, Gaia non verrà davvero ucciso ma rimarrà in letargo, come è sempre stato. Leen si sacrifica usando il cannone a vapore della Base J contro Gaia.
Mullen vuole usare i poteri icariani di Feena per sconfiggere Gaia, comunque, Justin viene abbandonato da Rapp e Liete e perde ogni speranza. Sarà poi incoraggiato dalla ricomparsa di tutti i suoi vecchi alleati, e viaggia nel cuore sotterraneo di Gaia per distruggere esso e la Pietra dello Spirito una volta per tutte. Entrato nel Reame degli Spiriti (guardiani del mondo e forza oppositrice di Gaia), Justin riceve da essi la Spada dello Spirito con la quale combattere Gaia. Entrato nel corpo di Gaia e recuperato Feena da Mullen, Justin va verso il nucleo e combattono. Sconfitto il Generale Baal completamente trasformato, e poi Gaia stesso, Justin e Feena procedono nel vero centro di essa e distruggono il suo nucleo, cioè la Pietra dello Spirito ingigantita.
Gaia è definitivamente sconfitto, la maledizione delle Pietre dello Spirito che condannava il mondo è spezzata e il mondo conosce una nuova era di pace, così come i popoli di tutte le nazioni diventeranno uniti. Mullen si vede riapparire improvvisamente Leen, tornata in vita con la distruzione di Gaia.
L'epilogo dopo i titoli di coda, ambientato dieci anni dopo, vede un'adolescente Sue, sullo sfondo di una Parm diventata molto più estesa e multietnica, mentre le gesta di Justin sono diventate note in tutto il mondo, recarsi al porto ad incontrare quest'ultimo e Feena tornare a casa con i loro bambini.

## Modalità di gioco

### Sistema di battaglia
All'inizio di ogni battaglia apparirà, nella parte bassa dello schermo, una barra con dentro le icone dei personaggi del gruppo e i nemici che, col passare del tempo, andranno sempre più a destra in base alla loro velocità fino a che non raggiungono un apice di controllo che è vicino alla fine della barra.
Quando un personaggio raggiunge l'apice di controllo, il tempo si ferma e si può pianificare per bene la propria mossa.
Le mosse base sono l'attacco e la posizione difensiva (tira fuori lo scudo, braccia davanti al petto...). Se si ordina di usare un oggetto, un'abilità o una magia, il personaggio dovrà prima eseguire una Preparazione che farà sì che il personaggio si concentri e faccia passare la sua icona nella barra dall'apice alla fine. Più il personaggio usa quell'abilità/magia, più veloce sarà a prepararsi le volte successive.

### Sistema di progresso
Per guadagnare punti esperienza bisogna sempre sconfiggere i mostri nelle battaglie mantenendo il personaggio vivo; raggiunti i punti esperienza necessari per salire di livello, automaticamente, essi si azzereranno e il livello del personaggio salirà insieme ad alcuni parametri. Oltre a far salire le statistiche, però, quando il personaggio sale di livello fa aumentare l'esperienza necessaria per poter salire ancora. Ogni personaggio ha la sua crescita di esperienza da raggiungere diversa; certi personaggi saliranno di livello velocemente, altri moderatamente mentre altri addirittura renderanno difficile la crescita con esperienza necessaria sempre più alta rispetto agli altri. Oltre ai punti esperienza, ci sono i Punti Abilità. Non si guadagnano sconfiggendo mostri, bensì attaccando e usando magie/abilità. Per ogni abilità/magia eseguita, si ricevono alcuni Punti Abilità inerenti a quell'elemento, es. con un'abilità d'acqua, si ricevono alcuni Punti abilità nella statistica Acqua; quando se ne accumulano 100, salirà il livello inerente a quella sezione. Si possono sbloccare ulteriori abilità/magie quando le abilità salgono di livello.
Un'utile caratteristica dei Punti Abilità, inoltre, è quella di aumentare le statistiche base del personaggio in base al bonus dell'elemento allenato, es. il bonus dell'elemento acqua è +1 punti ferita.

## Sonoro

### Colonna sonora
La colonna sonora di Grandia è stata composta da Noriyuki Iwadare, noto per aver composto anche per la serie Lunar e nel 2005, il videogioco Square Enix Radiata Stories. Questa colonna sonora contiene sia temi orchestrati che sintetizzati che variano di genere dalla new age alla classica fornendo all'ascoltatore molta varietà per uno di quei videogiochi che vengono considerati i migliori del loro genere. In particolare, Theme of Grandia (che è possibile ascoltare nel filmato introduttivo del videogioco) è un esempio di come implementare diversi generi in una singola traccia.

### Cast di doppiaggio
| Personaggio       | Doppiatore originale | Doppiatore inglese |
| ----------------- | -------------------- | ------------------ |
| Justin            | Fujiko Takimoto      | Snazin Smith       |
| Feena             | Noriko Hidaka        | Angela Anderson    |
| Sue               | Kumiko Nishihara     | Blaney R. Aikman   |
| Gadwin            | Rokurō Naya          |                    |
| Rapp              | Kappei Yamaguchi     | John W.            |
| Milda             | Chika Sakamoto       | Sharon Coleman     |
| Guido             | Yoshiko Kamei        | Scott Beers        |
| Liete             | Kikuko Inoue         | Sharon Coleman     |
| Generale Baal     | Norio Wakamoto       | Scott Beers        |
| Colonnello Mullen | Jūrōta Kosugi        | Tim Bosley         |
| Tenente Leen      | Hikari Tachibana     | Nicole Weiss       |
| Sergente Nana     | Yumi Tōma            | Maria H. Hernandez |
| Sergente Saki     | Junko Hagimori       | Blaney R. Aikman   |
| Sergente Mio      | Aya Hisakawa         | Christal Garcia    |
| Lilly             | Yumi Tōma            | Angela Anderson    |
| Pooy (Puffy)      | Hikari Tachibana     |                    |
| Nicky             |                      | Anthony Garcia Jr. |
| Ragazzino         |                      | Anthony Garcia Jr. |

## Remaster
GungHo Online Entertainment ha fatto uscire il 16 agosto 2019 su Nintendo Switch in formato digitale per poi pubblicare a settembre per PC in Nord America ed Europa, Grandia HD Collection, raccolta che include Grandia e Grandia II HD Remaster. In Giappone è uscita il 25 marzo 2020.

## Serie
- Grandia II
- Grandia III
- Grandia: Digital Museum
- Grandia: Parallel Trippers
- Grandia Xtreme

## Accoglienza
Retrospettivamente, la rivista Famitsū ha classificato Feena come la ventiquattresima eroina più famosa dei videogiochi degli anni '90.